# Maria Magatti

a Compétitions nationales et continentales officielles uniquement.

b Matchs officiels uniquement.
Maria Magatti, née le 21 août 1992 à Côme (Italie), est une joueuse internationale italienne de rugby à XV évoluant au poste d'ailière. Elle joue au Villorba Rugby.

## Biographie
Maria Magatti pratique d'abord le basket-ball avant de découvrir le rugby à XV au lycée. Avec ses coéquipières scolaires et son professeur de sport, ils fondent un club à Côme. À dix-huit ans elle passe senior au sein du club du Rugby Monza. Dès la première saison, elle est sélectionnée en équipe d'Italie en Trophée européen. En 2015, elle termine deuxième marqueuse du Tournoi des Six Nations, avec cinq essais inscrits. Elle fait partie de la campagne de qualification victorieuse pour la Coupe du monde 2017 (qu'elle quittera de façon anticipée sur blessure).
À vingt-six ans, elle obtient un poste de professeur d'EPS à Milan et rejoint le CUS Milano.
Elle participe à la Coupe du monde 2021 au cours de laquelle elle célèbre sa cinquantième sélection. Après onze années en équipe d'Italie, elle prend sa retraite internationale en 2022.
En septembre 2023, elle est invitée par les Barbarians pour leur tournée (Afrique du Sud et Irlande) en compagnie de Sara Barattin. Elles succèdent ainsi à Manuela Furlan qui est jusqu'alors la seule joueuse italienne à avoir porté le maillot des Barbarians.[réf. nécessaire]
En 2023, elle s'installe à Trévise et rejoint les rangs du Benetton Trévise.

## Activités extra-sportives
Elle est diplômée en sciences du sport et professeure d'EPS.

## Palmarès
- Vainqueur du Championnat d'Italie en 2014 et 2025.